# San Martín, San Luis de la Paz
San Martín är en ort i Mexiko.   Den ligger i kommunen San Luis de la Paz och delstaten Guanajuato, i den centrala delen av landet, 260 km nordväst om huvudstaden Mexico City. San Martín ligger 1 988 meter över havet och antalet invånare är 348.
Terrängen runt San Martín är platt åt nordväst, men åt sydost är den kuperad. Runt San Martín är det ganska tätbefolkat, med 52 invånare per kvadratkilometer. Närmaste större samhälle är San Luis de la Paz, 6,5 km öster om San Martín. Trakten runt San Martín består till största delen av jordbruksmark.